# Faugères (Ardèche)
Faugères – miejscowość i gmina we Francji, w regionie Owernia-Rodan-Alpy, w departamencie Ardèche.
Według danych na rok 1990 gminę zamieszkiwało 106 osób, a gęstość zaludnienia wynosiła 18 osób/km² (wśród 2880 gmin regionu Rodan-Alpy Faugères plasuje się na 1515. miejscu pod względem liczby ludności, natomiast pod względem powierzchni na miejscu 1445.).